# Osmia crassa
Osmia crassa is een vliesvleugelig insect uit de familie Megachilidae. De wetenschappelijke naam van de soort is voor het eerst geldig gepubliceerd in 1986 door Rust & Bohart.